# Pila Pardo
Pila Pardo es una localidad argentina ubicada en el Departamento El Carmen de la Provincia de Jujuy. Se encuentra sobre la Ruta Provincial 61, a 1,5 km del centro de Aguas Calientes.
- Datos: Q5801999